# NGC 7472
NGC 7472 est une galaxie elliptique située dans la constellation des Poissons. Sa vitesse par rapport au fond diffus cosmologique est de 1 723 ± 26 km/s, ce qui correspond à une distance de Hubble de 25,4 ± 1,8 Mpc (∼82,8 millions d'al). NGC 7472 a été découverte par l'astronome allemand Albert Marth en 1865. Cette galaxie a aussi été observée par l'astronome américain Otto Struve le 7 octobre 1885 et elle a été inscrite au New General Catalogue sous la désignation NGC 7482.